# Harald Eriksson
Harald Eriksson (n. 22 septembrie 1921, Comuna Lycksele, Comitatul Västerbotten, Suedia – d. 20 mai 2015, Umeå, Comitatul Västerbotten, Suedia) a fost un schior de fond ce a reprezentat Suedia, medaliat olimpic. A participat la o ediție a Jocurilor Olimpice (1948) în care a câștigat o medalie de argint.

## Participări
Lista de mai jos prezintă principalele competiții la care a participat Harald Eriksson de-a lungul carierei.
- cross-country skiing at the 1948 Winter Olympics – men's 50 km[*]